# آرتور گابلین
آرتور گابلین (انگلیسی: Arthur Gaebelein; ۲۹ مارس ۱۸۹۱ – ۴ سپتامبر ۱۹۶۴) بازیکن فوتبال اهل آلمان بود.
وی همچنین در تیم ملی فوتبال آلمان بازی کرده‌است.